# Championnat d'Indonésie de football 2019
Navigation
Saison 2018 Saison 2020
La saison 2019 du Championnat d'Indonésie de football est la vingt-troisième édition du championnat de première division de football en Indonésie. La compétition regroupe dix-huit équipes, regroupées au sein d'une seule poule où elles s'affrontent deux fois au cours de la saison, à domicile et à l'extérieur. À l'issue de la compétition, les trois derniers du classement sont relégués et remplacés par les trois meilleures formations de Liga 2, la deuxième division indonésienne.
C'est le club de Bali United qui remporte la compétition, c'est le premier titre de champion de l'histoire du club.

## Les clubs participants
- Bhayangkara FC
- Persib Bandung
- PS Barito Putera
- Persija Jakarta
- Persela Lamongan
- Perseru Serui se renomme Badak Lampung FC
- PS TIRA
- Persebaya Surabaya
- PSM Makassar
- Arema Malang
- Semen Padang - promu de D2
- Persipura Jayapura
- Bali United
- Kalteng Putra FC - promu de D2
- PSIS Semarang
- Borneo Football Club
- PSS Sleman - promu de D2
- Madura United

## Compétition
Le barème utilisé pour établir l'ensemble des classements est le suivant :
- Victoire : 3 points
- Match nul : 1 point
- Défaite : 0 point

### Classement
| Rang | Équipe               | Pts | J  | G  | N  | P  | Bp | Bc | Diff |
| ---- | -------------------- | --- | -- | -- | -- | -- | -- | -- | ---- |
| 1    | Bali United          | 64  | 34 | 19 | 7  | 8  | 48 | 35 | +13  |
| 2    | Persebaya Surabaya   | 54  | 34 | 14 | 12 | 8  | 57 | 43 | +14  |
| 3    | Persipura JayapuraT  | 53  | 34 | 14 | 11 | 9  | 47 | 38 | +9   |
| 4    | Bhayangkara FC       | 53  | 34 | 14 | 11 | 9  | 51 | 43 | +8   |
| 5    | Madura United        | 53  | 34 | 15 | 8  | 11 | 55 | 44 | +11  |
| 6    | Persib Bandung       | 51  | 34 | 13 | 12 | 9  | 49 | 39 | +10  |
| 7    | Borneo Football Club | 51  | 34 | 12 | 15 | 7  | 55 | 42 | +13  |
| 8    | PSS SlemanP          | 48  | 34 | 12 | 12 | 10 | 45 | 42 | +3   |
| 9    | Arema Malang         | 46  | 34 | 13 | 7  | 14 | 59 | 62 | -3   |
| 10   | Persija Jakarta      | 44  | 34 | 11 | 11 | 12 | 43 | 42 | +1   |
| 11   | Persela Lamongan     | 44  | 34 | 11 | 11 | 12 | 47 | 45 | +2   |
| 12   | PSM Makassar         | 44  | 34 | 13 | 5  | 16 | 50 | 50 | 0    |
| 13   | PS Barito Putera     | 43  | 34 | 11 | 10 | 13 | 45 | 51 | -6   |
| 14   | PSIS Semarang        | 43  | 34 | 12 | 7  | 15 | 36 | 41 | -5   |
| 15   | PS TIRA              | 42  | 34 | 10 | 12 | 12 | 51 | 57 | -6   |
| 16   | Badak Lampung FC     | 33  | 34 | 8  | 9  | 17 | 35 | 65 | -30  |
| 17   | Semen PadangP        | 32  | 34 | 7  | 11 | 16 | 32 | 45 | -13  |
| 18   | Kalteng Putra FCP    | 31  | 34 | 8  | 7  | 19 | 33 | 54 | -21  |

|  | Champion d'Indonésie 2018                               |
|  | Qualification pour la Ligue des champions de l'AFC 2020 |
|  | Qualification pour la Coupe de l'AFC 2020               |
|  | Relégation directe en Liga 2                            |

- PSM Makassar qualifié pour la Coupe de l'AFC en tant que vainqueur de la Coupe 2018-2019.

## Bilan de la saison
| Championnat d'Indonésie de football 2018 |                         |
| Champion                                 | Bali United (1er titre) |
| Coupes et trophées                       |                         |
| Vainqueur de la Coupe d'Indonésie 2018   | PSM Makassar            |
| Qualifications continentales             |                         |
| Ligue des champions de l'AFC 2020        | Bali United             |
| Coupe de l'AFC 2020                      | PSM Makassar            |
| Promotions et relégations                |                         |
| Promus en Liga 1                         | Persik Kediri           |
| Promus en Liga 1                         | Persita Tangerang       |
| Promus en Liga 1                         | Persiraja Banda Aceh    |
| Relégués en Liga 2                       | Badak Lampung FC        |
| Relégués en Liga 2                       | Semen Padang            |
| Relégués en Liga 2                       | Kalteng Putra FC        |